# Christophe Dominici
Christophe Dominici (ur. 20 maja 1972 w Tulonie, zm. 24 listopada 2020 w Saint-Cloud) – francuski rugbysta, skrzydłowy.
W reprezentacji Francji w rugby zadebiutował w 1998 w meczu z Anglią i rozegrał w niej 65 spotkań zdobywając 125 punktów. 
Uczestnik Pucharu Sześciu Narodów, a także Pucharu Świata w Walii w 1999, Pucharu Świata w Australii w 2003 oraz Pucharu Świata we Francji w 2007. Wicemistrz świata 1999. Zasłynął wtedy wspaniałym przyłożeniem w 1/2 finału w wygranym 43-31 meczu z Nową Zelandią. Zdobywca Pucharu Sześciu Narodów w 2006 i 2007. Jeden z najbardziej popularnych graczy rugby we Francji.
Zmarł nagle 24 listopada 2020 roku w wieku 48 lat.